# 292 هـ
292 هـ هي سنة في التقويم الهجري امتدت مقابلةً في التقويم الميلادي بين سنتي 904 و905.

## مواليد
- أبو القاسم عبد الله المستكفي بالله
- أبو المسك كافور

## وفيات
- أبو بكر البزار
- أسلم بن سهل بن أسلم بن زياد
- إدريس الحداد
- يحيى بن القاسم بن إدريس، من أمراء الأدارسة بالمغرب الأقصى.